# Ailuropoda baconi
Ailuropoda baconi — вид вымерших млекопитающих рода большие панды семейства медвежьих. Известен из пещерных отложений на юге Китая, Лаоса, Вьетнама, Мьянмы и Таиланда с позднего плейстоцена, 750 тысяч лет назад, и ему предшествовали Ailuropoda wulingshanensis и Ailuropoda microta как предки большой панды (Ailuropoda melanoleuca). Об этом животном известно очень мало, хотя его последние окаменелости датируются поздним плейстоценом.
Ailuropoda baconi крупнейший известный предок большой панды и он был крупнее своего потомка.